# صامتية
صامتية (بالفارسية: صامتیه) هو حديقة منزلية ومقبرة تاريخي يعود إلى عصر القاجاريون، ويقع في بروجرد.